# Relações entre Japão e Portugal
As relações entre Japão e Portugal são as relações diplomáticas, culturais e comerciais estabelecidas entre estas duas nações. Os marinheiros portugueses chegaram ao Japão pela primeira vez em 1543, mas as relações diplomáticas entre os dois países começaram no século XIX.

## História

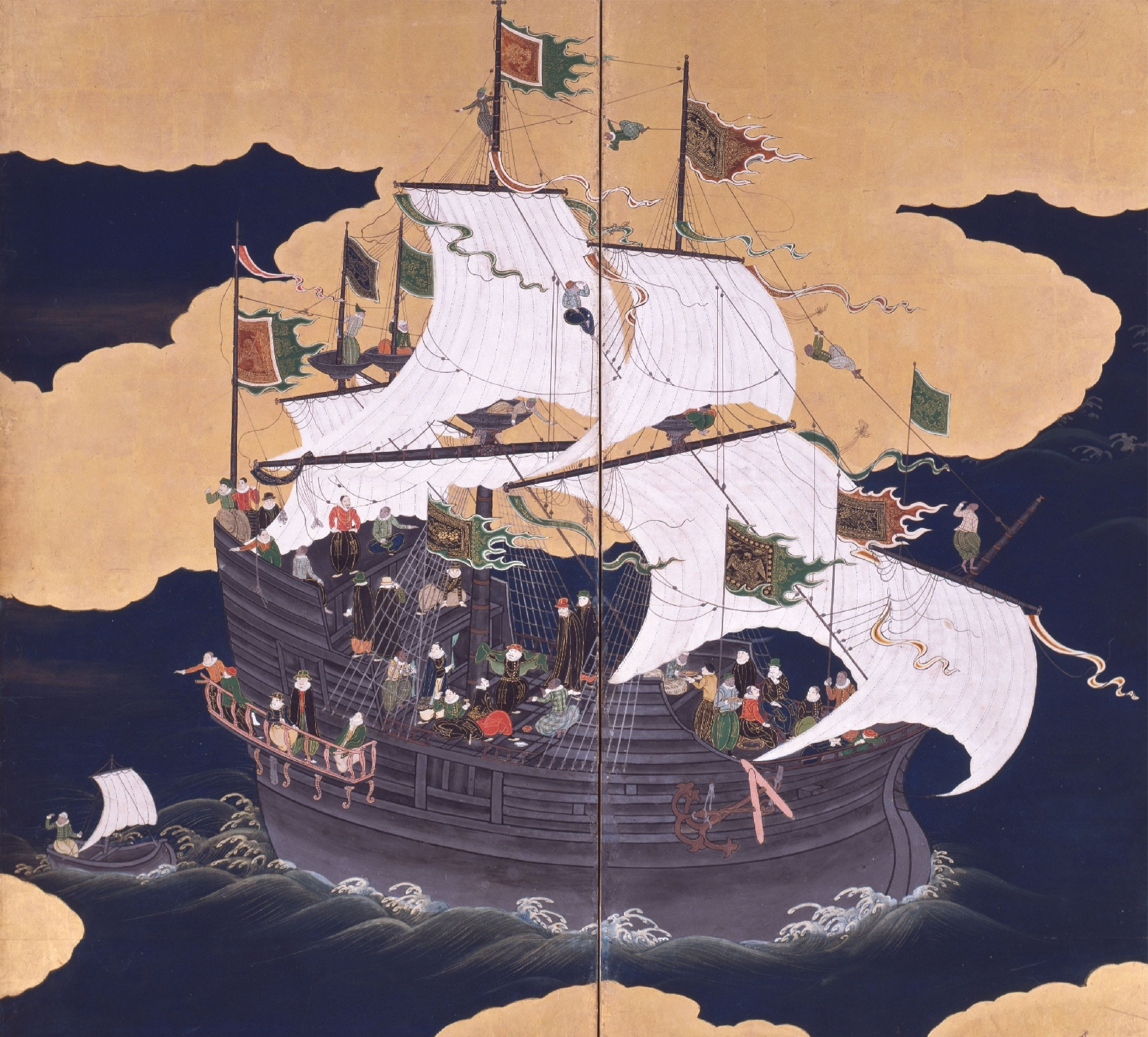
Uma carraca portuguesa em Nagasáqui, século XVII.

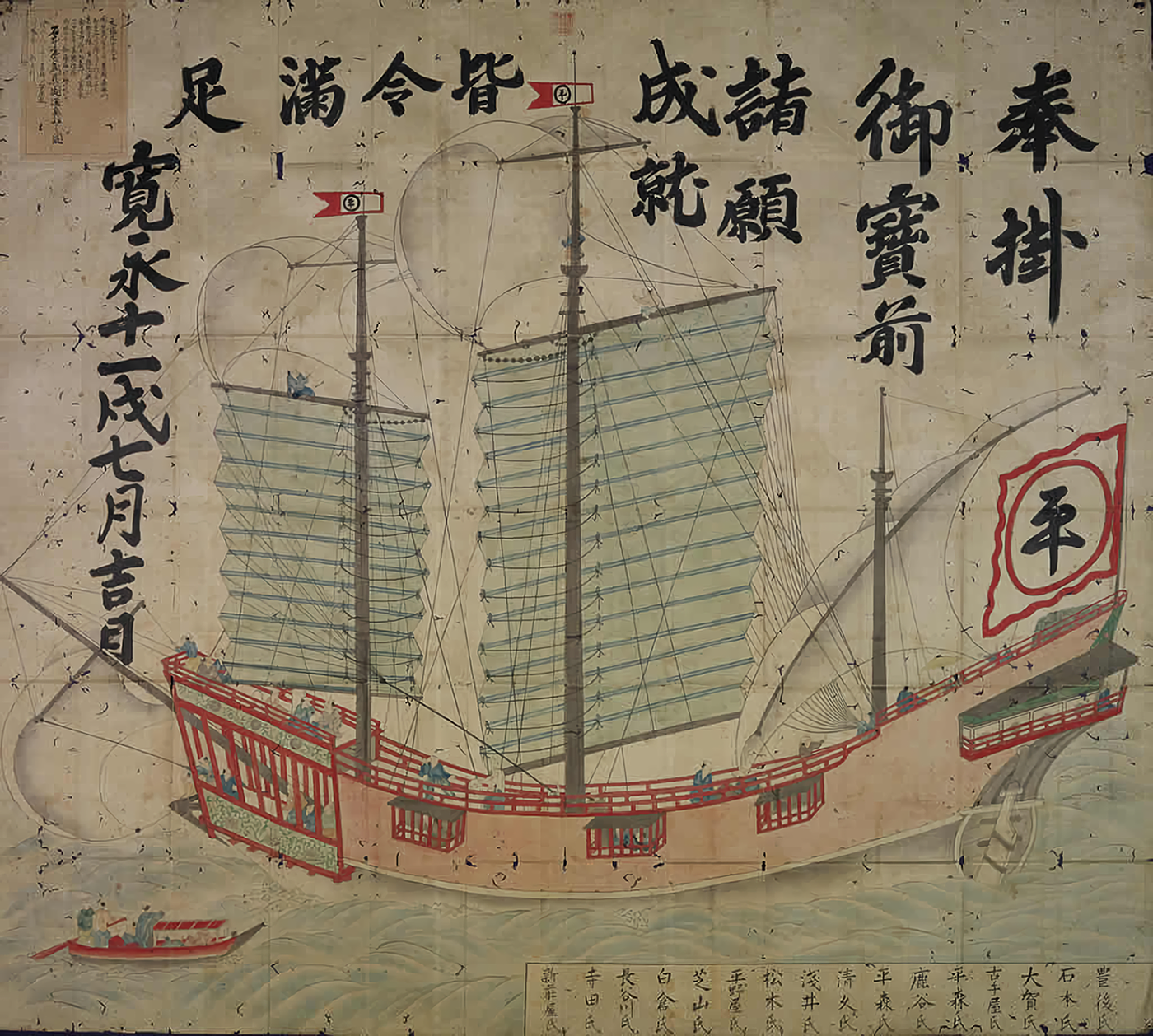
Navio mercante japonês de influência ocidental, shuinsen (literalmente "navio de selo vermelho") de 1634 do Xogunato Tokugawa, Museu de Ciência Naval de Tóquio.

A primeira afiliação feita entre Portugal e Japão começou no ano de 1542, quando os portugueses desembarcaram no Sul do arquipélago japonês. Este período ficou conhecido como o Período do Comércio Nanban, onde os europeus e asiáticos começaram por desenvolver o mercantilismo. Através da iniciativa feita pelo jesuíta Gaspar Vilela e o dáimio Omura Sumitada, Portugal funda o porto de Nagasáqui em 1571.
A expansão ao comércio aumentou a influência portuguesa no Japão, principalmente em Quiuxu, onde o porto se tornou um ponto de acesso estratégico, após Portugal ter colaborado com o dáimio Sumitada, em repelir o ataque feito pelo Clã Ryūzōji, ao porto em 1578.
Os primeiros navios portugueses atracados no Japão, traziam cargas provenientes como a seda e a porcelana da China. Os japoneses almejavam por esses bens, que foram proibidos de fazerem comércio exterior com os chineses pelo Imperador, como punição pelos ataques de piratas Wakō. Portanto, os portugueses atuaram como intermediários no comércio asiático.
Em 1592, o comércio entre Portugal e Japão passou a ser cada vez mais desafiador, por causa dos contrabandistas chineses e da chegada de navios espanhóis para Manila em 1600, os holandeses em 1609 e os ingleses em 1613.
Os japoneses estavam interessados nas armas de fogo portuguesas.
Os três primeiros europeus a chegar ao Japão em 1543, foram os navegadores António Mota, António Peixoto e Francisco Zeimoto (e também presumivelmente, Fernão Mendes Pinto).
Eles chegaram no extremo sul de Tanegaxima, onde apresentaram as armas de fogo para a população local. Estes mosquetes receberam o nome da cidade Tanegashima.
Como o Japão estava no meio de uma guerra civil, chamada de Período Sengoku, os japoneses coldrearam as armas portuguesas, para serem mecanismos mais leves e melhores, com um objetivo preciso. O famoso dáimio Oda Nobunaga, que praticamente unificou o Japão, fez uso extensivo das armas arcabuzes, sendo o papel-chave da Batalha de Nagashino. Após um ano, os ferreiros japoneses conseguiram reproduzir o mecanismo e começaram a produzir em massa, as armas portuguesas. E só apenas cinquenta anos depois, seus exércitos foram equipados com uma série de armas, talvez maior do que qualquer exército contemporâneo da Europa. As armas eram extremamente importantes na unificação do Japão sob Toyotomi Hideyoshi e Tokugawa Ieyasu, bem como nas invasões japonesas na Coreia em 1592 e 1597. Os europeus não trouxeram pelo comércio apenas armas, mas também o sabão, tabaco e outros produtos desconhecidos no Japão feudal.
Após Portugal ter feito o primeiro contacto com o Japão em 1543, um comércio de escravos de grande escala foi desenvolvido, no qual os portugueses compravam japoneses como escravos no Japão e os vendiam para vários locais no exterior, incluindo no próprio Portugal, ao longo dos séculos XVI e XVII. Muitos documentos mencionam o grande comércio de escravos, junto com os protestos contra a escravização de japoneses. Os escravos japoneses acreditavam ter sido os primeiros da sua nação a ir para Europa e os portugueses compravam grandes quantidades de escravas japonesas para trazer a Portugal, para fins de exploração sexual, como foi observado pela Igreja em 1555. O rei Sebastião temia que estivesse acontecendo um efeito negativo sobre o proselitismo católico, desde que o comércio de escravos japoneses crescia a proporções enormes, então ele ordenou que fosse proibido em 1571.
As escravas japonesas eram vendidas como concubinas e serviam em navios portugueses e comerciantes do Japão, mencionados por Luís Cerqueira, um jesuíta português, num documento de 1598. Os escravos japoneses eram trazidos pelos portugueses até Macau, onde alguns deles não eram escravizados somente pelos portugueses, mas também por outros escravos de proprietários portugueses como os malaios e africanos, que por sua vez, possuíam seus próprios escravos japoneses.
Toyotomi Hideyoshi ficou repugnado, porque seu próprio povo, os japoneses estavam sendo vendidos em massa como escravos em Quiuxu, e escreveu uma carta ao jesuíta vice-provincial Gaspar Coelho a 24 de julho de 1587, exigindo que os portugueses, siameses (tailandeses) e cambojanos, parassem de comprar e escravizar os japoneses e pediu que devolvessem os escravos japoneses que acabaram sendo enviados à Índia. Hideyoshi culpou os jesuítas e portugueses pelo comércio de escravos e como resultado, proibiu o proselitismo cristão.
Alguns escravos coreanos foram comprados pelos portugueses, que trouxeram de volta a Portugal do Japão, onde tinham estado entre as dezenas de milhares de prisioneiros de guerra coreanos transportados para o Japão, durante a Guerra Imjin. Os historiadores destacaram que ao mesmo tempo que Hideyoshi expressava sua indignação e revolta ao comércio português de escravos japoneses, ele mesmo estava envolvido num comércio de escravos em massa de prisioneiros coreanos de guerra do Japão.
Filippo Sassetti observava alguns escravos chineses e japoneses em Lisboa, entre a grande comunidade de escravos em 1578.
Os portugueses consideravam "altamente" os escravos asiáticos como os chineses e japoneses, muito mais do que os "escravos da África subsariana". Os portugueses atribuíam qualidades como a inteligência e laboriosidade aos escravos chineses e japoneses, por isso os favoreciam mais.
Em 1595 foi aprovada uma lei por Portugal, que proíbe a compra e venda de escravos chineses e japoneses.

## Língua
Como resultado da chegada portuguesa ao Japão, após um afluxo contínuo de comércio feito entre a Ásia e a Europa, o vocabulário japonês absorveu palavras de origem portuguesa, tal como a língua portuguesa da japonesa.
Entre sua grande parte, estas palavras referem-se principalmente aos produtos e costumes que chegaram através de comerciantes portugueses.
De facto, os portugueses foram os primeiros a traduzirem um idioma ocidental, no dicionário Nippo Jisho (日葡辞書, Nippojisho) (conhecido como "Vocabvlário da Lingoa de Iapam" no português antigo e "Vocabulário da Língua de Japão" no português moderno), compilado pelo jesuíta João Rodrigues e publicado em Nagasáqui em 1603.

## Missões diplomáticas residentes
- Japão tem uma embaixada em Lisboa.
- Portugal tem uma embaixada em Tóquio.

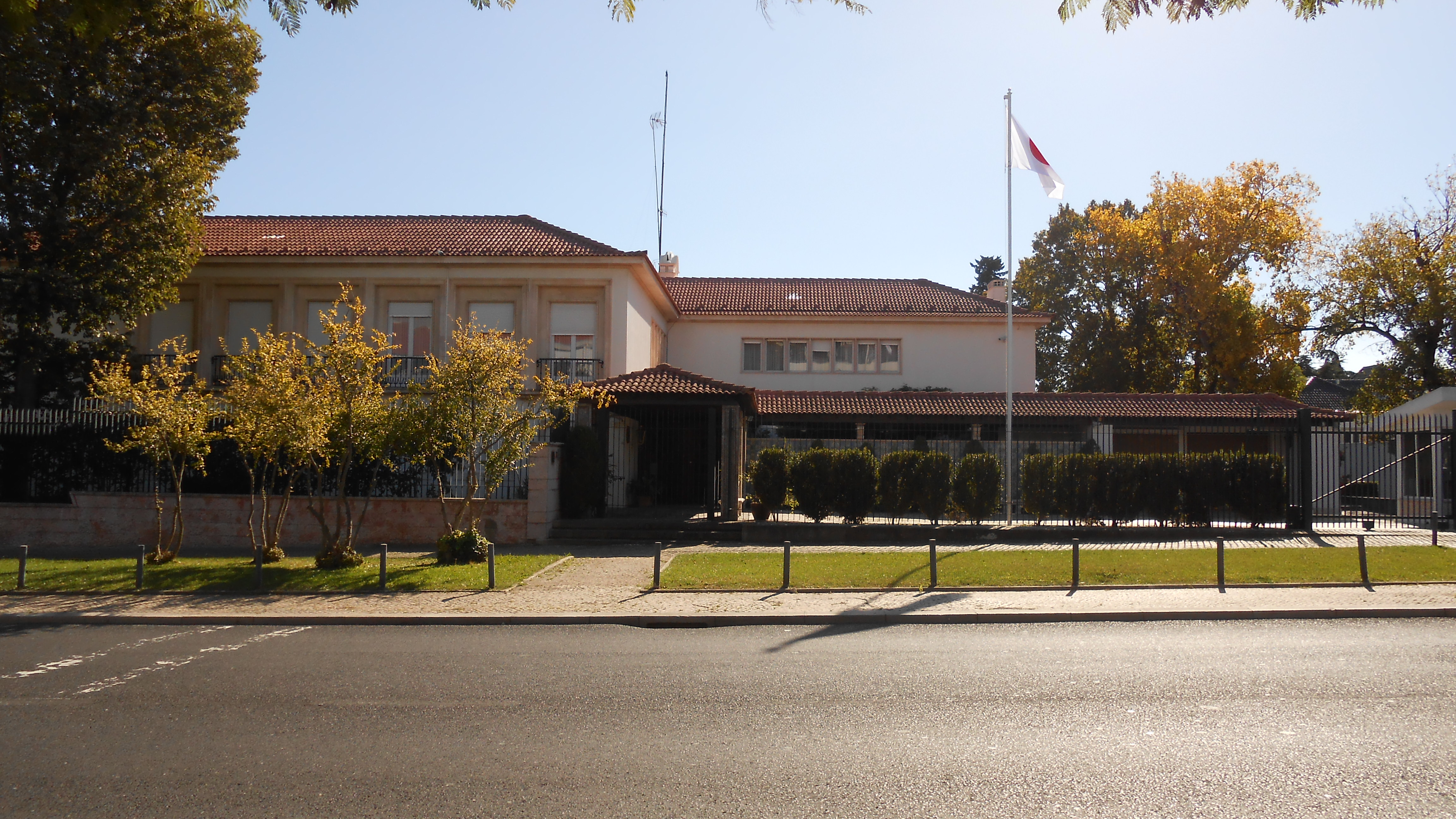
Residência da Embaixada do Japão em Lisboa
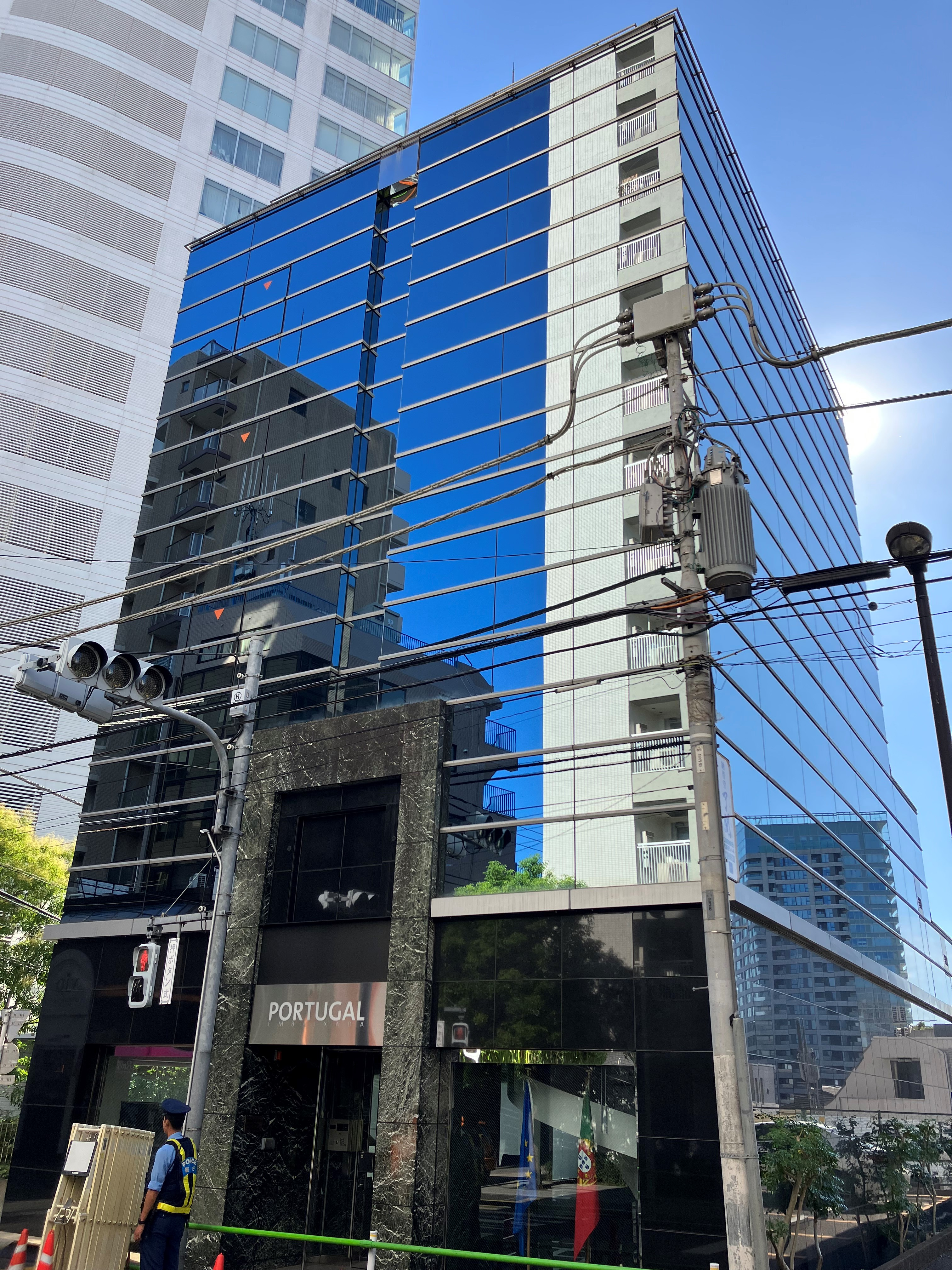
Embaixada de Portugal em Tóquio